# Don't Chain My Heart
«Don't Chain My Heart» Es el Primer Sencillo de la banda Toto para su álbum Kingdom of Desire de 1992. Fue una de las últimas canciones que grabó Toto con Jeff Porcaro.

## La canción
La canción fue escrita por todos los miembros de la banda, entre el  19 y 20 de agosto de 1991, y como sencillo fue un éxito comercial, se ubicó en la trigésima posición en el Billboard Hot 100.

## Videoclip
El video es como un espejo dividido por la mitad, por un lado es la banda tocando en un apartamento, el otro es el rodaje de varias presentaciones en los primeros años de la década del '90.

## Lista de canciones

### 7" single
1. "Don't Chain My Heart" - 4:46
2. "Jake To The Bone" - 7:05

### 12" single
1. "Don't Chain My Heart" - 4:46
2. "Jake To The Bone" - 7:05
3. "I'll Be Over You [Live]" - 5:03